# Isicabu
Isicabu es un género de arañas araneomorfas de la familia Cyatholipidae. Se encuentra en Sudáfrica y Tanzania.

## Lista de especies
Según The World Spider Catalog 12.0:
- Isicabu henriki Griswold, 2001
- Isicabu kombo Griswold, 2001
- Isicabu margrethae Griswold, 2001
- Isicabu reavelli Griswold, 1987
- Isicabu zuluensis Griswold, 1987